# Stazione di Montecatini Terme-Monsummano
Stazione di Montecatini Terme-Monsummano vasútállomás Olaszországban, Montecatini Terme településen.

## Vasútvonalak
Az állomást az alábbi vasútvonalak érintik:
- Viareggio-Firenze-vasútvonal

## Kapcsolódó állomások
A vasútállomáshoz az alábbi állomások vannak a legközelebb:
- Stazione di Serravalle Pistoiese
- Stazione di Montecatini Centro